# Nils Svanberg
Nils Ludvig Svanberg, född 13 maj 1902 i Kalmar, död 21 mars 1939 i Uppsala, var en svensk språkvetare och författare.
Nils Svanberg var son till postkontrollören Victor Svanberg och bror till Victor Svanberg. Efter studentexamen 1920 studerade han vid Uppsala universitet, blev filosofie kandidat 1924, filosofie licentiat 1927 och filosofie doktor 1930. Han var från 1930 docent i nordiska språk vid Uppsala universitet. Svanberg anslöt sig i doktorsavhandlingen Studier i språkets teori (1930) till Benedetto Croce och Karl Vossler och hävdade i den så kallade idealistiska nyfilologins uppfattning, att språket till sitt innersta väsen är ett uttrycksmedel. Han framhöll som forskarens främsta uppgift att studera språket inte som kollektiv företeelse utan som konstnärlig manifestation och individuell nyskapelse. Denna nyskapelse skulle avslöjas genom stilanaly. Svanbergs huvudverk är Verner von Heidenstam och Gustaf Fröding. Två kapitel om nittitalets stil (1934) och Tegnérstudier (1939). Båda arbetena fick erkännande för skarpsinnig och fin karakterisering. Med sin musikaliska begåvning drog han särskilt till rytmens problem och berikade diskussionen på detta område. 
Som medredaktör från 1935 och medarbetare i Nysvenska studier, som grundare av Samfundet för stilforskning och som redaktör för dess skriftserie verkade han för sin forskningsgren, till vilken han även lockade många elever. Av Svanbergs författarskap i övrigt märks essäsamlingen Får konsten leva? (1937), litteraturkritik i Ord och bild samt en rad diktsamlingar, Drömvers (1923), Lågan (1926), Sångoffer (1930), Dagbok (1934) och På vakt (1938). Svanbergs lyrik hade en utpräglat personlig ton, som förenade intensitet i känslan med lågmäldhet och enkelhet i formen och gav uttryck särskilt åt ensamhetsstämningar, resignation, försynt stolthet och längtan efter gemenskap.